# 이규연 (성우)
이규연(1944년 12월 16일 ~ 1992년 1월 5일)은 대한민국의 성우이다. 1965년 CBS성우로 데뷔 후 1970년 MBC 성우로 재입사했으며, MBC 4기이다. 문화방송 성우극회 소속이었다.

## 주요 출연작품

### 애니메이션
- 신밧드의 모험 (KBS)
- 은하철도 999 (MBC)
- 소년 코나의 모험 (MBC)
- 우주전함 코메트 (MBC) - 오토
- 사파이어 왕자 (MBC)
- 목장의 소녀 캐트리 (MBC)
- 유령대소동 (MBC)
- 메칸더V (MBC) - 장군 / 부하 1 / 통신원 1
- 톰 소여의 모험 (MBC)
- 피터 팬의 모험 (MBC) - 웬디, 마이클, 존의 아버지
- 은하순찰대 (MBC)
- 키다리 아저씨 (MBC)
- 천년여왕 (MBC)
- 들장미소녀 캔디 (MBC) - 알버트 / 대령
- 우주보안관 장고 (MBC)
- 마이티 마우스 (MBC)
- 컴퓨터 형사 가제트 (MBC) - 큄비 반장
- 무적의 실버호크 (MBC)
- 마르코 폴로의 모험 (MBC)
- 용감한 죠리 (MBC)
- 오로라공주와 손오공 (MBC)
- 서부소년 차돌이 (MBC)
- 샤롯트 (MBC) - 안드레 / 고든 / 쟝
- 천하무적 오보트 (SBS) - 오보트

### 애니메이션 영화
- 머털도사 (MBC)
- 머털도사와 또매 (MBC)
- 흙꼭두 장군 (MBC)
- 가공스런 미래전쟁 (MBC)
- 우주탐사 2100년 (MBC) - 린트 대위 / 뉴먼

### 영화
- 스타워즈 에피소드5 (MBC) - 벤 케노비 (알렉 기네스)
- 나는 왕이로소이다 (MBC) - 다니엘 (숀 코너리)
- 까미유 클로델 (SBS) - 보르 하르테 장관
- 폴리스 아카데미 (MBC) - 라사드 교장 (조지 게인스)
- 언터처블 (MBC) - 말론 (숀 코너리)
- 그렘린 (MBC)
- 에이틴 어게인 (SBS) - 로빈의 아버지(얼 보엔)
- 최가박당 (MBC)
- 홍콩 미스터리 (MBC) - 잭 (데이빗 헤밍스)
- 매드 맥스2 (MBC) - 휴멍거스
- 은빛 안장 (MBC) - 스네이크(제프리 루이스)
- 더 맨 (MBC) - 카머언(클리프 클라크)
- 절망속에 핀 사랑 (MBC) - 데이브(짐 해리스)
- 용쟁호투 (MBC) - 파슨스(피터 아처)

### 외화
- 애꾸눈 해피 (MBC) - 코키
- 출동 에어울프 (MBC) - 마이클 콜드스미스브릭스 3세 (알렉스 코드)